# Ted Malloch

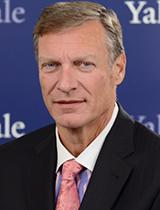
Ted Malloch (2013)

Theodore Roosevelt „Ted“ Malloch (* 22. September 1952 in Philadelphia, Pennsylvania) ist ein US-amerikanischer Unternehmer, Hochschulprofessor und Buchautor.

## Leben
Ted Malloch wuchs in Philadelphia auf. Er machte seinen Bachelor am christlichen Gordon College und seinen Master an der Universität Aberdeen und schloss mit einem Ph.D. in Internationaler Politischer Ökonomie an der University of Toronto ab.

## Karriere
Malloch war Fellow des Aspen Institute, außerdem arbeitete er im Executive Board des Weltwirtschaftsforums. 2005 gründete er mit finanzieller Hilfe der John Templeton Foundation das Spiritual Enterprise Institute. In seiner 2016 veröffentlichten Autobiographie berichtet er von seiner Arbeit als „globaler Sherpa“ für wichtige Politik- und Wirtschaftskonferenzen weltweit.
Aktuell ist er Professor für „Strategische Führung“ an der Henley Business School (University of Reading).

## „Designierter EU-Botschafter der USA“
Nach dem Amtsantritt von US-Präsident Trump galt Malloch als möglicher EU-Botschafter.
Er gilt als Brexit-Befürworter, nannte den Euro eine „Fehlkonstruktion“ und sagte in einem BBC-Interview:

“I had in a previous career a diplomatic post where I helped bring down the Soviet Union. So maybe there's another union that needs a little taming.”

„Ich hatte in einer vorherigen Karriere einen Posten als Diplomat, in dem ich half, die Sowjetunion zu Fall zu bringen. Vielleicht gibt es noch eine andere Union, die ein bisschen Zähmung braucht.“

Daraufhin schrieben EVP-Fraktionschef Manfred Weber und der ALDE-Vorsitzende Guy Verhofstadt an EU-Ratspräsident Tusk und Kommissionspräsident Juncker, Malloch müsse die Akkreditierung verweigert werden, wegen seiner „unerhörte[n] Böswilligkeit gegenüber den Werten, die die Europäische Union ausmachen“. Gianni Pittella, Fraktionschef der Sozialisten, appellierte im gleichen Sinne an Tusk.
Am 25. Mai 2017 berichtete Spiegel Online unter Berufung auf das Wall Street Journal, dass Malloch als EU-Botschafter nicht infrage käme und man ihn laut US-Außenministerium auch nie als Kandidaten für diesen Posten angesehen habe.

## Falsche Angaben im Lebenslauf
Am 9. Februar 2017 veröffentlichte FT.com (Financial Times online) einen Artikel mit Indizien dafür, dass Mallochs Lebenslauf geschönte, übertriebene und auch offenbar erlogene Behauptungen enthält.
Malloch veröffentlichte am 19. Februar 2017 einen Gastbeitrag auf Breitbart.com, in dem er Behauptungen wiederholte und neue aufstellte.
FT.com veröffentlichte am 23. Februar 2017 eine Bekräftigung und Aktualisierung seiner Vorwürfe gegen Malloch.

## Schriften
- Beyond Reductionism, 1982.
- Where Are We Now? 1983.
- Issues in Trade and Development Policy 1987.
- Unleashing the Power of Perpetual Learning, mit Donald Norris 1997.
- The Global Century, 1990.
- Renewing American Culture: The Pursuit of Happiness, mit Scott Massey, 2006.
- Religious Freedom In the World, mit Paul Marshall, 2007.
- Being Generous, 2009.
- Spiritual Enterprise, 2008.
- Thrift: Rebirth of a Forgotten Virtue, 2009.
- Doing Virtuous Business. 2011.
- America’s Spiritual Capital, mit Nicholas Capaldi, 2012.
- The End of Ethics and a Way Back: How to Fix a Fundamentally Broken Global Financial System. Wiley, New York 2013 (mit Jordan Mamorsky)
- Practical Wisdom in Management, 2015.
- Davos, Aspen & Yale: My Life Behind the Elite Curtain as a Global Sherpa. WND Books, Washington 2016, ISBN 978-1-944229-04-7. (Autobiographie)